# Wasil Ahmad
Wasil Ahmad (c. 2005 – fevereiro de 2016) foi uma criança-soldado afegã, mais conhecida por comandar uma unidade policial e por ter sido subsequentemente assassinada pelo Talibã quando tinha onze anos. Seu tio Samad o treinou "no uso de AK-47 e metralhadoras PK, foguetes e morteiros, bem como telefones via satélite e rádios VHF".

## Criação
Wasil Ahmad nasceu na província de Uruzgan.  Seu pai já havia sido morto lutando contra o Talibã e o filho disse mais tarde que buscar vingança pela morte de seu pai foi sua principal motivação para ir para a guerra. O tio de Ahmad era comandante da Polícia Local Afegã no distrito de Khas Uruzgan. Anteriormente, havia sido comandante talibã, mas mudou de lado em 2012 e passou a lutar pelo governo afegão. No verão de 2015, Khas Uruzgan – a sua área de controle – foi sitiada pelos talibãs e Samad ficou ferido. Posteriormente, Ahmad assumiu o comando da unidade de seu tio.

## Cerco
No auge do cerco de Dan Sango, Ahmad comandava 75 soldados pró-governo contra uma força de ataque de aproximadamente “centenas” de talibãs. O cerco em si durou 71 dias e Ahmad comandou seu esquadrão durante 43 deles. Ele disparou morteiros e foguetes, bem como metralhadoras, do telhado do complexo. Além do combate físico, Ahmad também era responsável pelas comunicações com o mundo exterior e pelo ponto único de contato das forças especiais afegãs. Quando este último levantou o cerco em agosto de 2015, Ahmad e 35 soldados sobreviventes foram transportados por helicópteros afegãos e da OTAN para Tarin Kowt. De acordo com Samad, as autoridades "elogiaram ele e seu sobrinho Wasil como heróis".

## Assassinato
Após o cerco, Ahmad matriculou-se na escola na quarta série, enquanto também recebia aulas particulares em casa. Ele melhorou o inglês, embora não fosse "um bom aluno" - possivelmente, comentou mais tarde um vizinho, porque havia sido "altamente incentivado pelos policiais e premiado com medalhas por sua bravura" e apenas "queria brincar com armas e dirigir veículos policiais como hobby." Também foi autorizado a carregar uma pistola para a escola. Na segunda-feira, 1 de fevereiro de 2016, no bazar local, a caminho da escola, foi baleado duas vezes na cabeça por homens armados mascarados em uma motocicleta, no que foi chamado um "assassinato direcionado". Mais tarde, ele morreu em um hospital de Kandahar e foi enterrado no cemitério local de Shahidano.

## Controvérsia
Após a morte de Ahmad, houve controvérsia quanto à sua posição precisa na força sitiada. Samad enfatizou que Ahmad estava apenas "defendendo sua família", enquanto o mesmo se recuperava dos ferimentos que já havia recebido. A Comissão Independente de Direitos Humanos do Afeganistão, no entanto, afirmou que, uma vez que lhe tinham sido fornecidas uma arma e um uniforme de polícia, isso constituía uma violação das leis anti-crianças-soldados. A Comissão também sugeriu que a própria polícia colocou em perigo a vida de Ahmad ao elogiá-lo como um herói. Eles o enfeitaram com 'flores de plástico' e até realizaram um programa na sede da Polícia "onde sua bravura e coragem foram comentadas pelas autoridades". O Ministério do Interior também negou que crianças-soldados fossem usadas por forças governamentais; por outro lado, a instituição de caridade Child Soldiers International também afirmou que ambos os lados os usaram.

## Nota
- Este artigo foi inicialmente traduzido, total ou parcialmente, do artigo da Wikipédia em inglês cujo título é «Wasil Ahmad».